# Modèle du solide (mécanique)
Pour l’article homonyme, voir Modèle du solide indéformable.
 (avril 2024).
Si vous disposez d'ouvrages ou d'articles de référence ou si vous connaissez des sites web de qualité traitant du thème abordé ici, merci de compléter l'article en donnant les références utiles à sa vérifiabilité et en les liant à la section « Notes et références ».
En mécanique, il existe plusieurs modèles de solide qui permettent de simplifier la modélisation en fonction des hypothèses de l'étude (par exemple : mouvements étudiés, type de déformations, etc.).
Dans le cas où on peut négliger les déformations du solide, on trouve le modèle du point matériel (étude du mouvement du centre de gravité) et le modèle du solide indéformable (avec rotation propre).
Dans les autres cas, on trouve le modèle du solide élastique (avec déformations linéaires et réversibles), le modèle du solide fragile (ne présentant pas de déformation résiduelle notable après rupture), le modèle du solide plastique (ex: métaux ductiles), le modèle du solide visco-élastique (ou visco-plastique).

## Modèles du solide avec déformation négligeable

### Modèle du point matériel
Le plus simple est celui du point matériel. La description du solide est réduite à la position de son centre de gravité et à sa masse. Ce modèle est adapté aux cas où l'on ne s'intéresse qu'aux mouvements du centre de gravité. En particulier, il ne prend en compte ni les rotations propres de l'objet, ni ses déformations.
Il est tout à fait satisfaisant lorsque le système n'est soumis qu'à des actions à distance comme en astronomie, pour l'étude du mouvement des planètes.

### Modèle du solide indéformable
Le second modèle est le modèle du solide indéformable. Il est bien adapté pour l'étude des mouvements — mécanique du solide — et des efforts mis en œuvre — dynamique — tant que les efforts restent modérés. Il permet de prendre en compte les rotations propres.

## Modèles du solide avec déformation non négligeable
Dès que les efforts entraînent une déformation notable, ou bien dès lors que l'on s'intéresse à la déformation elle-même, il faut considérer d'autres modèles. On passe dans le domaine de la mécanique des milieux continus, comportant des lois de comportement de matériaux.

### Modèle du solide élastique
Le premier modèle de solide déformable est celui du solide élastique : on considère que les déformations sont linéaires et réversibles. Ce modèle est bien adapté aux petites déformations, en particulier à l'étude des vibrations, des chocs élastiques et à l'étude des pièces subissant une sollicitation modérée.

### Modèle du solide aux déformations irréversibles
Lorsque les déformations deviennent irréversibles, il faut avoir recours à d'autres modèles.

#### Modèle du solide fragile
Le modèle du solide fragile est bien adapté aux solides ne présentant pas de déformation résiduelle notable après rupture (verres, céramiques, roches, aciers trempés, tous les matériaux à très basses températures) ; il s'agit d'un solide élastique jusqu'à la rupture.

#### Modèle du solide plastique
Le modèle du solide plastique est bien adapté aux métaux ductiles ; ce solide présente un comportement élastique pour des sollicitations modérées, et des déformations irréversibles pour les efforts importants.

#### Modèle du solide visco-élastique (ou visco-plastique)
Le modèle du solide visco-élastique (ou visco-plastique) est bien adapté aux polymères, ou aux très faibles vitesses de déformation (fluage, convection du manteau terrestre).

### Articles annexes
- Modélisation
- Modélisation cinématique des mécanismes
- Hydrostatique